# Dahmer – Monster: The Jeffrey Dahmer Story
Dahmer – Monster: The Jeffrey Dahmer Story is een Amerikaanse miniserie uit 2022 bedacht door Ryan Murphy en Ian Brennan. De tiendelige, door Netflix geproduceerde serie gaat over de seriemoordenaar Jeffrey Dahmer. De serie onderzoekt de motieven van de meest beruchte seriemoordenaar in Amerika en beschrijft tevens het perspectief van de slachtoffers en de politie.
De serie ging op 22 september 2020 in zijn geheel in première op streamingdienst Netflix en is de eerste serie in de Monster-reeks.

## Verhaal
De serie volgt het waargebeurde verhaal van Jeffrey Dahmer en hoe hij een van de meeste beruchte seriemoordenaars in Amerika werd. Dahmer wordt gevolgd vanaf een aantal dagen voor zijn eerste slachtoffer in 1978 tot en met zijn uiteindelijk arrestatie in 1991, waarbij de politie verschillende afgehakte lichaamsdelen ontdekte.

## Rolverdeling

### Hoofdrollen
| Acteur          | Rol                                                        |
| --------------- | ---------------------------------------------------------- |
| Evan Peters     | Jeffrey Dahmer                                             |
| Richard Jenkins | Lionel Dahmer, Jeffreys vader                              |
| Molly Ringwald  | Shari Dahmer, Lionels tweede vrouw en Jeffreys stiefmoeder |
| Niecy Nash      | Glenda Cleveland, Jeffrey's buurvrouw                      |
| Michael Learned | Catherine Dahmer, Lionels moeder en Jeffreys oma           |

### Bijrollen
| Acteur                | Rol                                                        |
| --------------------- | ---------------------------------------------------------- |
| Michael Beach         | Dennis Murphy                                              |
| Dia Nash              | Sandra Smith                                               |
| Shaun J. Brown        | Tracy Edwards                                              |
| Colby French          | Patrick Kennedy                                            |
| Mac Brandt            | Robert Rauth                                               |
| Grant Harvey          | Rolf Mueller                                               |
| Matthew Alan          | Joseph Gabrish                                             |
| Scott Michael Morgan  | John Balcerzak                                             |
| Josh Braaten          | jonge Lionel Dahmer                                        |
| Savannah Brown        | jonge Joyce Dahmer                                         |
| Nick A. Fisher        | jonge Jeffrey Dahmer                                       |
| Tenz McCall           | jonge David Dahmer                                         |
| Cameron Cowperthwaite | Steven Hicks                                               |
| Penelope Ann Miller   | Joyce Dahmer, Jeffreys moeder en Lionels eerste echtgenoot |
| Vince Hill-Bedford    | Steven Tuomi                                               |
| Nigel Gibbs           | Jesse Jackson                                              |
| Blake Cooper Griffin  | Charles                                                    |
| Dyllón Burnside       | Ronald Flowers                                             |
| Matt Cordova          | Detective Rauss                                            |
| David Barrera         | Chief Arreola                                              |
| Brandon Black         | Dean Vaughn                                                |
| Rodney Burford        | Tony Hughes                                                |
| Karen Malina White    | Shirley Hughes                                             |
| Raymond Watanga       | Sopa Princewill                                            |
| DaShawn Barnes        | Rita Isbell                                                |
| Khetphet Phagnasay    | Southone Sinthasomphone                                    |
| Kieran Tamondong      | Konerak Sinthasomphone                                     |
| Brayden Maniago       | Somsack Sinthasomphone                                     |
| Phet Mahathongdy      | Somdy Sinthasomphone                                       |
| Scott Paophavihanh    | Anouke Sinthasomphone                                      |
| Colin Ford            | Chazz                                                      |
| Furly Mac             | Christopher Scarver                                        |
| Ken Lerner            | Joe Zilber                                                 |
| Jeff Harms            | Jesse Anderson                                             |
| Dominic Burgess       | John Wayne Gacy                                            |
| Shane Kerwin          | Ed Gein                                                    |
| Linda Park            | Julie Yang                                                 |

## Afleveringen
De serie bestaat uit de volgende tien afleveringen:
| Nr. | Titel aflevering                     |
| --- | ------------------------------------ |
| 1   | Bad Meat                             |
| 2   | Please Don't Go                      |
| 3   | Doin' a Dahmer                       |
| 4   | The Good Boy Box                     |
| 5   | Blood on their Hands                 |
| 6   | Silenced                             |
| 7   | Cassandra                            |
| 8   | Lionel                               |
| 9   | The Bogeyman                         |
| 10  | God of Forgiveness, God of Vengeance |

## Ontvangst
Een aantal van de nabestaanden van de slachtoffers waren kritisch over de serie. Het uitkomen van de serie was voor hen een onwelkome herinnering aan een moeilijk verleden en veroorzaakte onder andere flashbacks. Desondanks werd de serie een succes voor Netflix: binnen drie weken tijd werd de serie voor ruim 701 miljoen uur bekeken en was het daarmee destijds de tweede best bekeken Engelstalige serie van Netflix ooit. Mede door het succes werd de serie omgedoopt tot het eerste seizoen van de anthologieserie Monster, waarbij ieder seizoen zal dienen als losstaande serie gebaseerd op zaken van andere bekende veroordeelde moordenaars. In september 2024 werd de serie opgevolgd door de serie Monsters: The Lyle and Erik Menendez Story, die het verhaal verteld van de broers Lyle en Erik Menendez die hun ouders vermoord hebben.